# 정치자금 파티 수입 뒷돈 문제
정치자금 파티 수입 뒷돈 문제(일본어: 政治資金パーティー収入の裏金問題 세이지시킨파티슈뉴노라가네몬다이[*])는 일본의 정당인 일본 자유민주당 내 각 파벌이 주최한 정치자금 파티에서 수익 일부를 정치자금수지보고서에 과소기재 혹은 미기재한 사건이다. 특히 세이와 정책연구회(통칭 아베파)와 지수회(통칭 니카이파)가 주최한 정치자금 파티에서는 파벌 소속 국회의원에게 파티 티켓 할당량을 부과하고 할당량을 초과한 수익금을 모금한 의원에게는 그 돈을 환불(리베이트)했다고 알려져 있다. 환급된 자금은 의원 개인의 정치자금수지보고서에 기재되지 않아 그 사용처가 불분명했고 의원 개개인의 뒷돈으로 사용한 것이 아니라는 비판이 제기된다. 흔히 자민당 파벌의 뒷돈(배금)사건(自民党派閥の裏金事件), 자민당 파벌의 정치자금 문제(自民党派閥の政治資金問題)로 불린다. 2022년 11월 《신문 아카하타》에 처음 보도되었고 2023년 11월 《요미우리 신문》과 일본방송협회(NHK)의 보도로 문제가 수면 위로 떠오르며 기시다 내각의 관료들이 교체되고 자민당 파벌 대부분이 해체되는 등의 사태로 발전했다. 또한 2024년 일본 자유민주당 총재 선거와 같은 해 열린 제50회 일본 중의원 의원 총선거에도 큰 영향을 주었다.
1990년대 일본의 정치개혁으로 기업이나 단체의 기부금에 대한 규제가 강화되면서 정치자금 파티에 수입을 의존하게 되었으나 기부금 등에 비해 정치자금 파티는 투명성이 낮다는 지적이 있다. 이 때문에 일본 내에서 정치자금법 개정 요구가 일어나고 있으나 야당 사이에서도 규제 강화 정도에 대한 의견이 엇갈리고 있다.
본 문서에서는 의원직 사퇴를 강요당한 소노우라 겐타로의 사례처럼 자민당 의원이라고 할지라도 파벌의 파티가 아닌 의원 개인의 정치자금 파티를 매개로 한 정치자금수지보고서 미기재 및 뒷돈 조성에 대해서는 다루지 않는다.

## 대략적인 전개

### 최초의 움직임
2022년 11월 《신문 아카하타》가 자민당 내 5개 파벌이 고액의 정치자금 미기재 의혹이 있다는 특종 보도를 내놓았다. 같은 달부터 간헐적으로 도쿄 지방 검찰청에 고발장이 제출되었고 2023년 11월 《요미우리 신문》과 일본방송협회(NHK)가 이를 보도하면서 정치자금에 관련된 문제가 단숨에 수면 위로 떠올랐다.
특히 세이와 정책연구회의 정치자금 리베이트라고 불리는 행위는 오랜 관행에 따라 이루어졌다고 하며 의원 측이 "중간 빼기" 등 3가지 방법으로 정치자금수지보고서에 기재되지 않은 정치자금을 조성하고 있다는 것이 관계자의 증언에 따라 밝혀졌다. 또한 아베파는 최소한 참의원 선거가 있었던 2019년과 2022년에 열린 파티에 대해 재선 참의원 의원에게 판매 할당량을 정하지 않고 모은 수익을 전액 리베이트로 환급해주었다. 아베파는 2018년에서 2022년 사이 5년간 약 5억엔의 리베이트를 실시했으며 의원 측은 할당량을 초과해 모은 약 1억엔을 자신의 정치단체 등에 증여하지 않고 정치자금수지보고서에 기재하지 않았다고 알려졌으며, 이런 행위는 파벌 측의 지시에 따라 이루어진 것으로 알려져 있다. 아베파의 사용처가 불분명한 자금 총액은 총 6억엔에 달한다. 지수회 (니카이파)는 최근 5년간 약 1억엔의 리베이트를 실시했으며 의원 측은 할당량이 넘는 초과분 약 1억엔을 자신의 정치단체 등에 증여하지 않았다. 니카이파의 사용처가 불분명한 자금 총액은 약 2억엔에 달한다. 굉지회 (기시다파)의 사용처가 불분명한 자금은 2018년부터 3년간 약 3천만엔으로 추정되지만 의원 개인에 대한 리베이트로 볼 수 있는 행위는 없다고 추정된다.

### 각료 퇴진 및 파벌 해산
2023년 12월 기시다 후미오 내각총리대신(제2차 기시다 2차개조내각)은 아베파 소속 대신 4명과 부대신 5명을 사실상 경질하고, 아베파 5인방 중 나머지 3명인 하기우다 고이치, 다카기 쓰요시, 세코 히로시게를 당 요직에서 해임시켰다.
같은 달 도쿄지검특수부는 세이와 정책연구회(아베파)와 지수회(니카이파) 사무실에 대한 강제수사와 의원의 임의청취를 시작했다. 특검의 자민당 파벌에 대한 강제수사는 2004년 일본치과의사연맹의 1억엔 일치련 암헌금 사건 당시 구 하시모토파를 압수수색한 이후 처음이다. 2024년 1월 23일 기시다파는 공식적으로 파벌 해산을 선포했다. 아베파와 니카이파도 해산했으며 앞서 언급한 3개 파벌 외에 근미래정치연구회(모리야마파)도 해산했다. 헤이세이 연구회(모테기파)는 정치단체로서의 해산과 정책그룹으로 전환을 선포했다.
정책그룹의 경우에도 유린회(다니가키 그룹)은 해산했고 수월회(이시바 그룹)도 정치단체로서 해산하고 정치그룹 형태로 연구회를 계속 이어나갔다. 이렇게 각 파벌이 해산을 발표하면서 자민당의 '파벌' 형태는 2024년 4월 기준 지공회(아소파)만 존재하는 상태이다. 또한 파벌 소속 의원의 파벌 이탈 움직임도 적지 않게 일어났다.
2024년 1월 7일에는 아베파 소속 중의원인 이케다 요시타카가 정책비서와 공모해 정치자금수지보고서를 허위 기재한 혐의로 정치자금법 위반으로 도쿄지검 특수부에게 체포되어 기소되었다. 또한 이케다 의원은 같은 달 7일자로 정당에서 제명되었다. 또한 이케다 외에도 다액의 자금을 환수받은 중의원 의원 다니가와 야이치이 약식기소를, 참의원 의원 오노 야스타다가 불구속 기소(모두 자민당을 탈당)되었으며 이 중 다니가와는 같은 해 1월 24일자로 중의원 의원직을 사임해 같은 달 30일 도쿄간이재판소가 다니가와에게 벌금 100만엔과 공민권 3년 정지의 약식명령을 내렸다.

## 같이 보기
- 정치 자금
- 정치자금규정법
- 자유민주당의 파벌
  - 세이와 정책연구회 (아베파)
  - 지수회 (니카이파)
  - 헤이세이 연구회 (모테기파)
  - 지공회 (아소파)
  - 굉지회 (기시다파)

## 참고 문헌
세이와 정책연구회 (아베파)
- “【政治資金収支報告書】 清和政策研究会（平成30年分 定期公表）” (PDF). 総務省. 2019년 11월 29일. 2021년 7월 2일에 원본 문서 (PDF)에서 보존된 문서. 2023년 12월 12일에 확인함.
- “【政治資金収支報告書】 清和政策研究会（令和元年分 定期公表）” (PDF). 総務省. 2020년 11월 27일. 2021년 8월 16일에 원본 문서 (PDF)에서 보존된 문서. 2023년 12월 12일에 확인함.
- “【政治資金収支報告書】 清和政策研究会（令和2年分 定期公表）” (PDF). 総務省. 2021년 11월 26일. 2023년 12월 9일에 원본 문서 (PDF)에서 보존된 문서. 2023년 12월 12일에 확인함.
- “【政治資金収支報告書】 清和政策研究会（令和3年分 定期公表）” (PDF). 総務省. 2022년 11월 25일. 2023년 12월 12일에 확인함.
- “【政治資金収支報告書】 清和政策研究会（令和4年分 定期公表）” (PDF). 総務省. 2023년 11월 24일. 2023년 12월 12일에 확인함.

지수회 (니카이파)
- “【政治資金収支報告書】 志帥会（平成30年分 定期公表）” (PDF). 総務省. 2019년 11월 29일. 2022년 7월 4일에 원본 문서 (PDF)에서 보존된 문서. 2023년 12월 12일에 확인함.
- “【政治資金収支報告書】 志帥会（令和元年分 定期公表）” (PDF). 総務省. 2020년 11월 27일. 2023년 8월 1일에 원본 문서 (PDF)에서 보존된 문서. 2023년 12월 12일에 확인함.
- “【政治資金収支報告書】 志帥会（令和2年分 定期公表）” (PDF). 総務省. 2021년 11월 26일. 2023년 12월 12일에 확인함.
- “【政治資金収支報告書】 志帥会（令和3年分 定期公表）” (PDF). 総務省. 2022년 11월 25일. 2023년 12월 12일에 확인함.
- “【政治資金収支報告書】 志帥会（令和4年分 定期公表）” (PDF). 総務省. 2023년 11월 24일. 2023년 12월 12일에 확인함.

헤이세이 연구회 (모테기파)
- “【政治資金収支報告書】 平成研究会（平成30年分 定期公表）” (PDF). 総務省. 2019년 11월 29일. 2022년 11월 1일에 원본 문서 (PDF)에서 보존된 문서. 2023년 12월 12일에 확인함.
- “【政治資金収支報告書】 平成研究会（令和元年分 定期公表）” (PDF). 総務省. 2020년 11월 27일. 2023년 6월 1일에 원본 문서 (PDF)에서 보존된 문서. 2023년 12월 12일에 확인함.
- “【政治資金収支報告書】 平成研究会（令和2年分 定期公表）” (PDF). 総務省. 2021년 11월 26일. 2023년 12월 12일에 확인함.
- “【政治資金収支報告書】 平成研究会（令和3年分 定期公表）” (PDF). 総務省. 2022년 11월 25일. 2023년 12월 12일에 확인함.
- “【政治資金収支報告書】 平成研究会（令和4年分 定期公表）” (PDF). 総務省. 2023년 11월 24일. 2023년 12월 12일에 확인함.

지공회 (아소파)
- “【政治資金収支報告書】 志公会（平成30年分 定期公表）” (PDF). 総務省. 2019년 11월 29일. 2022년 11월 1일에 원본 문서 (PDF)에서 보존된 문서. 2023년 12월 12일에 확인함.
- “【政治資金収支報告書】 志公会（令和元年分 定期公表）” (PDF). 総務省. 2020년 11월 27일. 2023년 6월 1일에 원본 문서 (PDF)에서 보존된 문서. 2023년 12월 12일에 확인함.
- “【政治資金収支報告書】 志公会（令和2年分 定期公表）” (PDF). 総務省. 2021년 11월 26일. 2023년 12월 12일에 확인함.
- “【政治資金収支報告書】 志公会（令和3年分 定期公表）” (PDF). 総務省. 2022년 11월 25일. 2023년 12월 12일에 확인함.
- “【政治資金収支報告書】 志公会（令和4年分 定期公表）” (PDF). 総務省. 2023년 11월 24일. 2023년 12월 12일에 확인함.

굉지회 (기시다파)
- “【政治資金収支報告書】 宏池政策研究会（平成30年分 定期公表）” (PDF). 総務省. 2019년 11월 29일. 2021년 11월 17일에 원본 문서 (PDF)에서 보존된 문서. 2023년 12월 12일에 확인함.
- “【政治資金収支報告書】 宏池政策研究会（令和元年分 定期公表）” (PDF). 総務省. 2020년 11월 27일. 2023년 6월 1일에 원본 문서 (PDF)에서 보존된 문서. 2023년 12월 12일에 확인함.
- “【政治資金収支報告書】 宏池政策研究会（令和2年分 定期公表）” (PDF). 総務省. 2021년 11월 26일. 2023년 12월 12일에 확인함.
- “【政治資金収支報告書】 宏池政策研究会（令和3年分 定期公表）” (PDF). 総務省. 2022년 11월 25일. 2023년 12월 12일에 확인함.
- “【政治資金収支報告書】 宏池政策研究会（令和4年分 定期公表）” (PDF). 総務省. 2023년 11월 24일. 2023년 12월 12일에 확인함.

기타
- “【一覧】自民党「裏金」調査　最多は二階俊博氏　85人が記載漏れ、誤記載を申告、5年で計5.7億円超”. 東京新聞. 2024년 2월 13일. 2024년 10월 1일에 확인함.
- “党紀委員会の審査結果について” (PDF). 自由民主党党紀委員会. 2024년 4월 4일. 2024년 10월 21일에 확인함.